# Euscyrtus pallens
Euscyrtus pallens är en insektsart som beskrevs av Heinrich Hugo Karny 1907. Euscyrtus pallens ingår i släktet Euscyrtus och familjen syrsor. Artens utbredningsområde är Sudan. Inga underarter finns listade i Catalogue of Life.